# 東員站

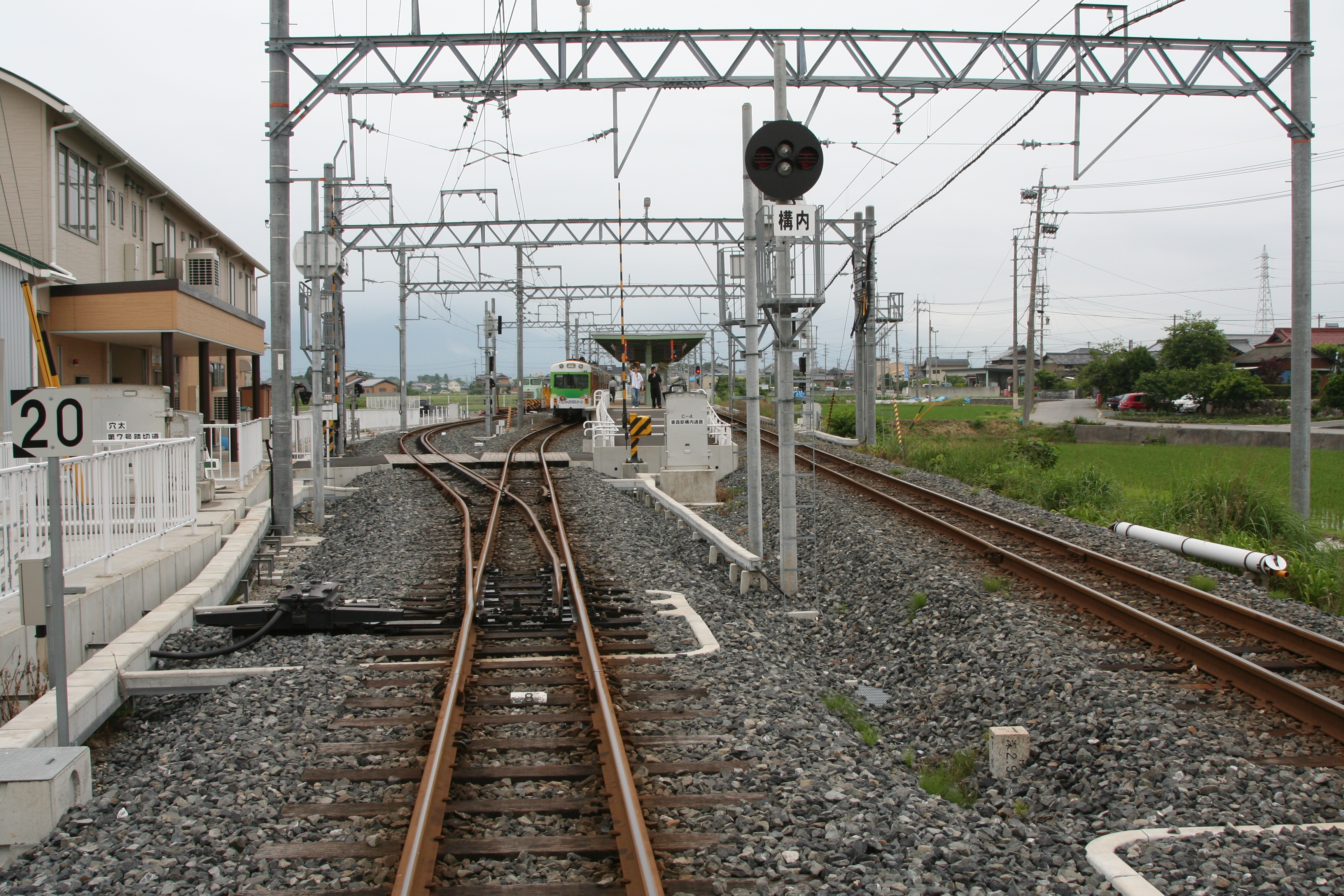
站內望向桑名一方

東員站（日语：／ Toin eki */?）是位於三重縣員弁郡東員町大字山田，三岐鐵道的北勢線車站。
在2005年（平成17年）3月26日，六把野站和北大社站（現時：北大社信號場）整合，於兩站中間（縣道142號線旁）新設此站。

## 歷史
車站來自北大社站和六把野站兩站。在此站啟用後，北大社站和六把野站廢止。
- 2005年（平成17年）3月26日 - 車站啟用。當初已經設置自動售票機。於站前迴旋路西邊設有80個泊位的免費停車場。
- 2005年（平成17年）6月22日 - 設置自動閘機（2座）和自動補票機。
- 2006年（平成18年）3月14日 - 阿下喜方出發信號機改用三位式三現示 (GYR) 化（原来是三位式二現示 (YR) ）。
- 2006年（平成18年）4月11日 - 東員（當駅）至大泉之間，越過戶上川的茶屋川橋梁其中一座橋腳傾倒。一列下行列車出軌。在4月13日至5月22日，東員（當站）至大泉之間安排巴士替代服務。（在4月12日，東員至阿下喜之間設有巴士替代服務）
- 2008年（平成20年）3月26日 - 連接站前廣場東西的町道（東員町道山田580號線）擴寬（雙線雙程→四線雙程+行人路）。改善了連接車站的道路。
- 2008年（平成20年）12月7日 - 此站靠近桑名一方的藤川橋粱，以及前後區間的路段進行改善工程。並於此站開始使用。藤川橋樑使用新橋此站下行場內信號機遷移。
- 2009年（平成21年）2月28日 - 桑名方向一方的路軌新設安全側線並開始使用。自從，列車交會可於上下行列車同時進站。
- 2009年（平成21年）7月30日 - 此站桑名一方平交道擴展，改善了連接車站的通道。
- 2010年（平成22年）3月19日 - 車站大樓北邊的停車場增設43個泊位，共可容納124個泊位。

## 車站構造
車站是一座地面車站，設有1面2線的島式月台。北邊月台是西桑名方向、南邊月台是阿下喜方向。但是當發生異常時或列車回廠時，列車可進入逆向月台，同時可逆向出發。此站設有安全側線（在北勢線中，只有此站和大泉站設有該設施），因此列車交會時，上下行列車可同時進站。
電車留置線位於下行線靠近阿下喜一方。在日間可看見1抽列車停泊。月台南邊設有1線，該路軌後方為保線基地，停泊了維修車輛。
月台U型混凝土塊和混凝土板構成，因此乘客緊急時可於月台底部躲藏。部分此站往阿下喜方向的列車由於需要進入回廠，乘客可於此站轉乘另一架列車，考慮於此站轉乘車輛，整個月台設有上蓋。月台中央設有長椅。月台靠近桑名一方設有斜道，經站內平交道連接車站大樓。
車站大樓是一座2層高的建築物。車站大樓位於路軌南邊。整日設有職員當值。車站大樓2樓設有乘務員宿舎等，車站大樓1樓中央部分為候車室（提供冷暖氣），車站大樓1樓東邊閘口內設有廁所。車站大樓1樓西邊設有運輸司令室。該運輸司令室監控整個北勢線的運作（控制全線信號燈，除了西桑名站監控所有車站、所有平交道、變電站，以及提供列車無線業務和監測風向風速計（關西線跨線橋、此站和山田川橋樑3處））。
在此站啟用前，原來由北大社站管理北勢線所有管制業務。由西桑名站管理運輸業務（司機，車長相區的作業區：近鐵時代的鹽濱列車區西桑名分室）。在此站啟用後整合並遷移至此站。在全國中小型私鐵中，於線區運輸指令所一夜間遷移至另一車站實屬罕見。
大樓內設有自動售票機1台、自動閘機（2座，當中1座是可讓輪椅人士使用的闊閘機）和自動補票機1台。上述的自動售票機可購買普通車票、回數票。在櫃臺中可購買定期票、普通車票和回數票所有票類。
站前設有迴旋路和停車位置，因此方便在此站進行接送。在迴旋路上也設有東員町社區巴士站和的士站（可容納1架的士）。站前迴旋路西邊設有81個泊位的免費停車場，車站北邊設有43個泊位的免費停車場，因此此站可讓乘客泊車轉乘。站前迴旋路東邊設有可容納144個泊位的免費單車停泊處（在北勢線各站中最大規模單車停泊處），但是上述的單車和私家車泊車經常不足。另外，站前廣場設有1座電話亭，車站大樓入口設有郵筒。
站前廣場、車站大樓和月台等無障礙設備。

### 月台
| 月台     | 路線    | 上下行 | 方向       |
| -------- | ------- | ------ | ---------- |
| （北邊） | ■北勢線 | 上行   | 西桑名方向 |
| （南邊） | ■北勢線 | 下行   | 阿下喜方向 |

※在旅客資訊上沒有上月台編號。

## 利用狀況
根據「三重縣統計書」，以下為1日平均乘車人次。
| 年度   | 一日平均 乘車人次 |
| ------ | ----------------- |
| 2005年 | 514               |
| 2006年 | 453               |
| 2007年 | 441               |
| 2008年 | 420               |
| 2009年 | 389               |
| 2010年 | 387               |
| 2011年 | 404               |
| 2012年 | 416               |
| 2013年 | 485               |
| 2014年 | 499               |
| 2015年 | 510               |
| 2016年 | 517               |
| 2017年 | 496               |
| 2018年 | 509               |
| 2019年 | 504               |

## 車站周邊
在東員站啟用後的2008年（平成20年）3月，車站附近的道路有所擴寬。連接車站的道路有所改善。後來在2009年（平成21年）3月，町道前往東員町公所的道路有所擴寬。
- 桑名市消防署（日语：桑名市消防本部）東員分署（站前）
- 東員町綜合廳舍等公共施設群（南邊步行10分鐘）
  - 東員町綜合文化中心（日语：東員町総合文化センター）
- 東員町立神田小學（東邊步行10分鐘）

## 巴士路線
- 東員站
  - 三岐鐵道
    - AEON Mall東員線 AEON Mall東員（日语：イオンモール東員） [2]
    - AEON Mall東員線 山城站前

  - 東員町社區巴士（東員町橙巴士（日语：東員町オレンジバス））
    - 南北線 西桑名新城
    - 南北線 北勢中央公園口站

- 鳥取
  - 三重交通
    - 桑名阿下喜線 阿下喜站、員弁綜合醫院（日语：いなべ総合病院）
    - 桑名阿下喜線　桑名站前

巴士站位於縣道14號鳥取東路口附近（距離車站西北方700米處）。每小時設有1班。

## 其他
- 此站設有車站紀念章，圖案中有豬名部神社（日语：猪名部神社）和列車[3]。

## 相鄰車站
三岐鐵道
■北勢線
穴太－東員－大泉
- 在2004年（平成16年）3月31日前，大泉站與此站之間設有大泉東站。
- 在2005年（平成17年）3月25日前，大泉站與此站之間設有北大社站。
- 在2005年（平成16年）3月25日前，穴太站與此站之間設有六把野站。

## 註腳
1. ↑  三重県統計書 （页面存档备份，存于）（日語） - 三重縣
2. ↑  .   [2014年7月25日]. （原始内容存档于2014年7月27日） （日语）.
3. ↑  . 三岐鉄道.   [2009年10月25日]. （原始内容存档于2009年7月8日） （日语）.